# کریوست

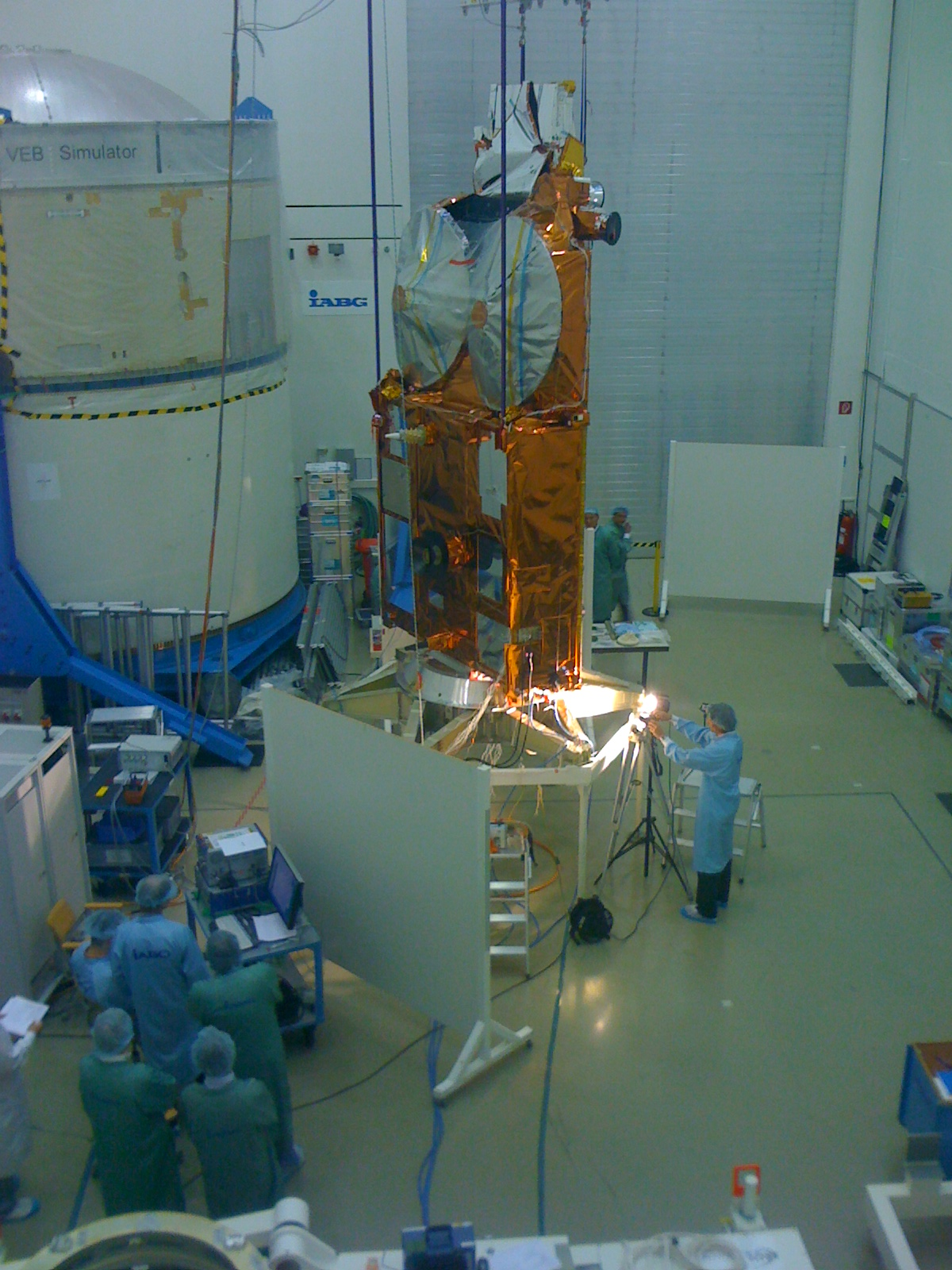
نمایی از یک‌نوع ماهوارهٔ کریوست-۲ و محققانِ اطراف آن در حال آزمایش(۲۰۰۹). پروژهٔ کریوست از مرکز کنترل آژانس فضایی اروپا در دارمشتات آلمان هدایت و مدیریت می‌شود.

کریوست (انگلیسی: CryoSat) نام برنامه آژانس فضایی اروپا برای پایش تغییرات در گسترش و ضخامت یخ‌های قطبی با استفاده از ماهواره‌های موجود در مدار نزدیک زمین است. اطلاعات به‌دست آمده درباره وضعیت یخچال‌های ساحلی که یخسارها را وارد دریا می‌کنند، از راه‌های کلیدی پیش‌بینی افزایش سطح آب دریاها در آینده است. پرتاب فضاپیمای کریوست-۱ در سال ۲۰۰۵ با شکست روبرو شد، با این حال برنامه کریوست با پرتاب موفقیت‌آمیز ماهواره جایگزین کریوست-۲ در ۸ آوریل ۲۰۱۰ ادامه یافت.
پروژه کریوست از مرکز کنترل آژانس فضایی اروپا در دارمشتات آلمان هدایت و مدیریت می‌شود.

## ویژگی‌ها
ابزار اصلی کریوست SIRAL نام دارد که سرواژه عبارت فرازیاب راداری تداخل‌سنجی رادار دهانه ترکیبی است. سیرال بسته به موقعیت پرواز کریوست در بالای سطح زمین به سه روش عمل می‌کند. کریوست بر فراز اقیانوس‌ها و یخسارهای داخلی مانند فرازیاب‌های راداری سنتی عمل می‌کند. بر فراز دریاهای یخی که پژواک به‌طور پیوسته منتقل می‌شود از رادار دهانه ترکیبی جهت کاهش اثر ناهمواری‌های سطحی استفاده می‌کند و بنابراین کریوست قادر به نقشه‌برداری از قطعات یخ شناور کوچک‌تر نیز است. پیشرفته‌ترین حالت کریوست در اطراف مرز و کناره یخسارها و نیز بر فراز یخچال‌های کوهستانی به‌کار گرفته می‌شود. در اینجا فرازیاب ماهواره با انجام پردازش دهانه ترکیبی و استفاده از آنتن دوم به عنوان تداخل‌سنج زاویه طول مسیر و بازگشت آن به آنتن اول عمل می‌کند. با این کار تعیین موقعیت دقیق سطوح پرشیب و ناهموار امکان‌پذیر می‌شود.

## پیشینه
طرح اولیه کریوست در سال ۱۹۹۸ دونکان وینگهام از کالج دانشگاهی لندن پیشنهاد شد. مأموریت ماهواره برای پایش و نقشه‌برداری سه ساله تغییرات طبیعی و انسانی در یخ‌کره برنامه‌ریزی شده بود. هدف از طراحی این پروژه تهیه داده‌های بسیار دقیق از میزان تغییرات ارتفاعی یخسارهای قطبی و ضخامت یخ دریا بود. این ماهواره نخستین ماهواره علوم زمین آژانس فضایی اروپا با اهداف رقابت علمی به شمار می‌رفت.
گرچه پرتاب ماهواره کریوست-۱ در سال ۲۰۰۵ با شکست روبرو شد، ولی پروژه همچنان به نام کریوست خوانده می‌شود. در ۸ آوریل ۲۰۱۰ ماهواره کریوست-۲ که جایگزین کریوست-۱ محسوب می‌شود، با موفقیت از پایگاه فضایی بایکونور به فضا پرتاب شد.